# Grupo Anfibio de Fuerzas Especiales
Los Grupos Anfibios de Fuerzas Especiales son unidades del Cuerpo de Fuerzas Especiales de México que están especializados en operaciones anfibias. Para referirse a ellos se suele utilizar el nombre Grupos Anfibios o GANFEs, para evitar confusión usando las siglas GAFE, que están comúnmente asociadas al Grupo Aeromóvil de Fuerzas Especiales (cuyo nombre actual es Cuerpo de Fuerzas Especiales).
Están divididos en cinco grupos que se encuentran en las zonas costeras del país. El primer grupo de todos estos fue creado aproximadamente en el año 1990 y su lema es sigilosos, sorpresivos y letales.

## Misión
Llevar a cabo operaciones de reconocimiento e intercepción, búsqueda, localización y captura de embarcaciones de traficantes de mercancías ilícitas y drogas en litorales del país y en aguas interiores, así como brindar seguridad a las zonas costeras del país salvaguardando la soberanía nacional.

## Entrenamiento de un GANFE
- Curso avanzado de buceo de combate
- Curso avanzado de navegación marítima
- Curso de especializado en operaciones en selva

Los elementos que logran dar alta en estos grupos son instruidos en diversas maneras de infiltración aire-mar y tierra-mar leales